# Darío Bacas

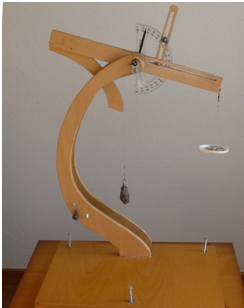
Maqueta del goniobarímetro.

Darío Bacas Montero (Cilleros, Cáceres, 1845 - Ibidem, 1913), fue un activo ingeniero naval militar, industrial y científico español, inventor del goniobarímetro.

## Biografía
Su trayectoria profesional estuvo marcada por la enseñanza, las matemáticas, la economía y la investigación tecnológica. En 1899 fue nombrado primer director de la Escuela Técnica Superior de Ingeniería de Bilbao. Publicó a lo largo de su vida numerosos artículos científicos y libros. Recibió reconocimientos honoríficos, entre el que cabe destacar la Medalla de Plata de la Exposición Onubo-Extremeña celebrada en Huelva en 1901.
Tanto en su localidad natal como en Villamiel (Cáceres) le han dedicado una calle con su nombre.